# I-29
I-29 — підводний човен Імперського флоту Японії, який брав участь у Другій світовій війні. Відомий участю у походах до Німеччини.

## Передвоєнна історія
Корабель спорудили на верфі компанії Yokosuka Navy Yard. Човни типу B, підтипу B1 (він же клас I-15), до яких належав I-29, мали великі розміри (їх надводна водотоннажність перевищувала підводний показник океанських підводних човнів США) та могли нести розвідувальний літак або, після переобладнання, мінісубмарину для диверсійних операцій.
I-29 завершили у лютому 1942-го та включили до складу 14-ї дивізії підводних човнів (невдовзі увійшла до 8-ї ескадри підводних човнів).

## Перший похід
16 квітня I-29 полишив Японію та попрямував на схід Каролінських островів до атола Трук (ще до війни була створена потужна база Імперського флоту, з якої до лютого 1944-го провадились операції у цілому ряді архіпелагів). Через дві доби на Японію здійснило рейд авіаносне з'єднання Дуліттла, внаслідок чого цілий висланий висланий до Океанії загін підводних човнів отримав наказ провести пошук ворожих кораблів, проте не досягнув якогось успіху. 24 квітня I-27 прибув на Трук.
30 квітня човен вийшов у перший бойовий похід, маючи завдання сприяти «Операції МО» — десанту в Порт-Морсбі на Новій Гвінеї. Також I-29 мав бути готовим для проведення розвідки, для чого в ангарі знаходився літак Yokosuka E14Y1 «Глен». 5 травня I-29 прибув у визначений район, проте внаслідок битви у Кораловому морі 8 травня висадка в Порт-Морсбі була скасована. Хоча більшості підводних човнів наказали повернутись на базу, проте I-29 рушила далі та 13 травня прибула в район Сіднею.
14 травня човен зустрів два якихось військові кораблі (на I-29 більший з них помилково ідентифікували як лінкор «Ворспайт»), проте не зміг зайняти положення для атаки. А 16 травня невдовзі після заходу сонця I-29 в районі за шість десятків кілометрів на схід від Ньюкасла перестрів радянський пароплав «Уелен», який прямував з Веллінгтону до перського порту Бендер-Шахпур з вантажем свинцю та вовни. Спершу човен випустив дві торпеди, але не поцілив. Тоді I-29 сплив на поверхню та почав обстрілювати транспорт із артилерії. «Уелен», на якому лише у квітні того ж року встановили 76-мм гармату, відкрив з неї та кількох кулеметів вогонь у відповідь. Погоня тривала майже дві години, за які човен досяг кількох влучань в «Уелен», внаслідок чого судно отримало різноманітні пошкодження та були поранені три моряки. Втім, у підсумку I-29 припинив атаку та занурився (що на транспорті сприйняли як потоплення субмарини). Можливо також відзначити, що у підсумку «Уелен» переживе війну.
23 травня літак з I-29 здійснив розвідувальний політ над Сіднеєм та доповів про наявність у його гавані великої кількості військових кораблів (тоді тут дійсно перебували три крейсери, есмінець та цілий ряд інших одиниць). Через кілька днів подібну розвідку провів літак з I-21. Хоча на той момент в гавані з великих кораблів залишався лише один важкий крейсер «Чикаго», японське командування віддало наказ провести атаку диверсійними мінісубмаринами, яких доправили на I-22, I-24 та I-27 (сам напад, розпочатий ввечері 31 травня, завершився доволі невдало — хоча двом мінісубмаринам вдалось проникнути до гавані, а одна навіть випустила торпеди по «Чикаго», проте у підсумку був уражений лише плавучий склад).
До 3 червня I-29 разом з підводними човнами-носіями мінісубмарин здійснював пошук диверсантів у обумовленому районі зустрічі. Втім, хоча одній мінісубмарині вдалось полишити сіднейську гавань, проте вона так і не зустрілась з ними та загинула. Після цього I-29 вирушив для дій проти судноплавства в районі Брисбену, але не досяг тут якогось успіху.
10 червня човен полишив австралійські води, після чого його літак провів розвідувальний політ над Нумеа (Нова Каледонія). У підсумку I-29 човен завершив похід на атолі Кваджалейн (Маршаллові острови).
В липні човен полишив Кваджелейн та 21 числа прибув до Йокосуки.

## Другий похід
Ще у квітні 1942-го 8-ма ескадра підводних човнів вислала загін для дій у Індійському океані, котрий став базуватись у Пенанзі (західне узбережжя півострова Малакка). В серпні кілька човнів повернулись звідти в Японію для ремонту, натомість в Пенанг відправили I-29 та I-27. 29 липня I-29 полишив Йокосуку та в серпні прибув до Малаї.
8 серпня човен вирушив з Пенангу, маючи на борту Yokosuka E14Y1 «Глен» та завдання провести розвідку регіону Східної Африки — Дієго-Суаресу (Мадагаскар), Сейшельських островів, Занзібару, Момбаси (Кенія) та Сокотри (острів поблизу завершення Африканського рогу).
Після виконання розвідувальної місії, I-29 узявся до боротьби з ворожим судноплавством. 2 вересня у східній частині Аденської затоки за три сотні кілометрів на захід від Сокотри він торпедував то потопив судно Gazcon (4131 тонна). Наступної доби менш ніж за сотню кілометрів на північний захід від місця попередньої атаки човен здійснив невдалий напад на танкер British Genius (у підсумку пережив війну), а 10 вересня в районі за пів сотні кілометрів на північний схід від Сокотри I-29 торпедував та знищив вантажне судно Haresfield (5299 тонн), яке прямувало із Адену до Калькутти в баласті. 16 вересня знову у Аденській затоці дещо менше ніж за три сотні кілометрів на захід від Сокотри човен торпедами та артилерією потопив транспорт Ocean Honour (7147 тонн). Нарешті, 22 вересня в Аравійському морі більш ніж за тисячу кілометрів на південний схід від Сокотри I-29 за два заходи двічі уразив торпедами транспорт Paul Luckenbach (6579 тонн), Разом з ним було втрачено 18 танків та 10 бомбардувальників B-25 «Мітчелл».
5 жовтня човен досягнув Сінгапуру, де пройшов ремонт, а потім прибув до Пенангу.

## Третій похід
11 листопада 1942-го I-29 покинув Пенанг та вирушив до району бойового патрулювання у північно-західній частині Індійського океану.
23 листопада в Аравійському морі за дев'ять сотень кілометрів на південний схід від Сокотри човен поцілив одною торпедою вантажопасажирське судно Tilawa (10006 тонн), маршрут якого пролягав з Бомбею до Момбаси і далі у Дурбан. Більшість пасажирів покинула Tilawa та перейшло на рятувальні плавзасоби, проте судно продовжувало триматись на плаву. Як наслідок, люди повернулись на Tilawa, проте човен поцілив його ще однією торпедою, котра й стала фатальною. Під час цього нападу загинуло 280 із 958 пасажирів та членів екіпажу.
3 грудня все так же у Аравійському морі на південний схід від Сокотри, але тепер вже лише дещо більше ніж за сотню кілометрів, човен торпедував, а потім сплив на поверхню та добив артилерією танкер Belita (6323 тонни), який прямував з іранського Абадану до Момбаси.
27 січня човен досягнув Сінгапуру, де пройшов короткочасний ремонт, а потім прибув до Пенангу.

## Четвертий похід
14 лютого 1943-го I-29 покинув Пенанг та вирушив до району бойового патрулювання у Бенгальській затоці. Тут йому не вдалось досягнути якихось успіхів і в березні човен прибув на базу.

## Місія з обміну технічною інформацією
5 квітня 1943-го човен вирушив з Пенангу із таємною місією, метою якої був обмін технічною інформацією між країнами Осі. До Німеччини мали доправити креслення авіаносця «Акагі» та мінісубмарини типу А, три авіаційні торпеди (одну Типу 89 та дві Типу 2), адмірала з Технічного департаменту Імперського флоту та одного з конструкторів підводних човнів (останні мали ознайомитись з німецьким досвідом у підводному кораблебудуванні). Також на борт завантажили дві тонни золота для потреб японського посольства у Німеччині.
Доставку зазначених вище вантажів та пасажирів безпосередньо до Німеччини мав здійснити союзний підводний човен, з яким I-29 повинен був зустрітись в районі за вісім сотень кілометрів на південний схід від Мадагаскару. 26—27 квітня I-29 мав рандеву з U-180 і човни в умовах штормового моря обмінялись своїми вантажами та пасажирами. Зокрема, на I-29 прийняли креслення човна серії IXC, торпедний апарат з торпедами, цілі-оманки для сонарів 432 Bold, зразок хініну та пошту для посольства Німеччини. Всього між човнами перемістили 11 тонн вантажів. Також на I-29 перейшли два індійські повстанці, котрі приймали у часть у діяльності прояпонського уряду Вільної Індії (Азад Хінд).
U-180 попрямував до Бордо, куди прибув 3 липня. I-29 6 травня прибув для розвантаження до порту Сабанг (на острові Ве північніше від Суматри). Такий вибір місця завершення походу пояснювався бажанням уникнути витоку інформації до британців, чого можна було б очікувати у випадку прибуття до стандартної бази в Пенанзі.

## П'ятий похід
14 травня 1943-го I-29 прибув для технічного обслуговування до Сінгапуру.
4 та 8 червня належний до човна літак здійснив два польоти поблизу Пенангу з протичовновими цілями, котрі були пов'язані із прибуттям та відбуттям підводних човнів на/з бази (британські субмарини постійно діяли в Малаккській протоці, зокрема, в очікуванні виходу ворожих човнів із Пенангу).
8 червня I-29 вирушив у черговий похід для дій біля узбережжя Східної Африки та в Аденській затоці. 12 липня поблизу узбережжя Ємену за дещо більше ніж за три сотні кілометрів на схід від Ель-Мукалли човен потопив вантажне судно Rahmani (5463 тонни), яке прямувало з Бомбею до червономорського порту Джидда з двома сотнями паломників. Втім, з усіх членів екіпажу та пасажирів загинуло тільки 19 осіб.
2 серпня I-29 повернувся до Пенангу, а 9—19 серпня здійснив перехід до Куре для ремонту.

## Похід до Німеччини
5 листопада човен вийшов з Куре та 14 листопада прибув до Сінгапуру (військово-морська база Селетар). Тут він прийняв на борт 80 тонн каучуку, 30 тонн вольфраму, 50 тонн олова, 2 тонни цинку та 3 тонни хініну, опію та кави. Також прийняли 16 пасажирів з числа офіцерів Імперського флоту, артилеристів та інженерів (більшість з них мали відбути на підводному човні I-34, проте останній незадовго до того був потоплений поблизу Пенангу британським підводним човном).
Головна 140-мм гармата була демонтована, натомість човен отримав ще дві спарки 25-мм зенітних гармат (всього він тепер мав три такі спарки). Також на I-29 з підводного човна I-8, який тільки-но прибув з рейсу до Німеччини, перемістили детектор радарного опромінення FuMB 1 Metox (випускався у окупованій Франції на заводі компанії Metox).
16 грудня 1943-го I-29 полишив Сінгапур, маючи на меті здійснити перехід аж до Європи. 23 грудня за півтори тисячі кілометрів на південь від Мадагаскару човен провів дозаправку паливом та отримав продовольство з німецького судна постачання Bogota.
16 січня 1944-го I-29 обігнув мис Доброї надії та увійшов до Атлантики. 14 лютого 1944-го за сотню кілометрів на південний захід від Азорських островів він зустрівся з німецьким підводним човном U-518, техніки з якого становили на I-29 детектори радарного опромінювання FuMB 7 Naxos та FuMB 9 Wanze G2.
Вночі 4 березня поблизу мису Фіністерре I-29 був освітлений прожектором з патрульного літака, проте це не призвело до якихось наслідків. 9 березня човен прибув до Біскайської затоки, де ліг на дно в очікуванні загону зустрічі. 10 березня в районі Коста-де-Гіжон I-29 зустрівся з німецькими есмінцями Z23 та ZH1 і міноносцями T27 і T29. Також прибуло авіаційне прикриття із восьми Юнкерс-88. Британці вислали для перехоплення загону 6 «Москіто» (в тому числі 2 модифікації «Це-це» із 57-мм гарматами). В наступному повітряному бою поблизу мису Пен'яс був збитий один німецький літак, проте загін продовжив рух. Пізніше того ж дня відбувся ще один наліт більш ніж десятка літаків, котрий включав винищувачі «Бофайтер» та бомбардувальники B-24 «Ліберейтор», проте бомби не поцілили у I-29.
11 березня I-29 прибув до Лор'яну, де перебував до середини квітня. Тут з нього зняли дві 25-мм спарки та встановили одну зчетверену 20-мм систему та одну 37-мм зенітну гармату.
У підсумку I-29 прийняв на борт 18 пасажирів (серед них чотирьох німців), мотори HWK 509A-1 та Jumo 004B, розроблені для реактивних винищувачів Me-163 та Me-262, двадцять кодуючих машин «Енігма». На човен передали креслення Me-163 та Me-262, двигуна торпедного катера Isotta-Fraschini, фюзеляжу літака-снаряда Фау-1, акустичної міни TMC, плануючої бомби, радарного обладнання. Серед інших вантажів можливо назвати ртутно-радієву амальгаму (використовується для очищення радію) та, можливо, певну кількість оксиду урану U-235.
16 квітня I-29 вирушив у зворотній рейс. 29 червня 1944-го човен увійшов до Індійського океану, а 13 липня на підходах до бази зустрівся із прикриттям із двох бомбардувальників Mitsubishi G4M «Бетті». 14 липня I-29 прибув до Сінгапуру, звідки пасажири разом з кресленнями вирушили до Японії на літаку.
22 липня I-29 разом із доставленими з Німеччини вантажем вийшов з Сінгапуру. За кілька діб до того американці перехопили та декодували радіограми, що висвітлювали майбутній маршрут човна та розміщений на ньому цінний вантаж. Як наслідок, «вовчій зграї» у складі човнів «Тайлфіш», «Рок» та «Софіш» наказали перехопити I-29 у Лусонській протоці. 26 липня біля західного входу до зазначеної протоки «Софіш» виявив I-29, котрий прямував у надводному положенні зі швидкістю 17 вузлів. Хоча спостерігачі на I-29 помітили торпедну атаку, проте човен не встиг ухилитись і три з чотирьох випущених по ньому торпед влучили в ціль. Загинуло 105 осіб, які перебували на борту I-29. Після загибелі човна у воді опинились три моряки, проте лише один зміг досягнути уплав невеличкого філіппінського острівця та потім розповів про обставини загибелі I-29.
Доправлені на човні креслення лягли в основу японських реактивних винищувачів Mitsubishi J8MI Shusui та Nakajima Kikka.

## Бойовий рахунок
| Дата       | Назва           | Тип                | Тоннаж | Місце           |
| 02.09.1942 | Gazcon          |                    | 4131   | 13°1'N 50°41'E  |
| 10.09.1942 | Haresfield      |                    | 5299   | 13°5'N 54°35'E  |
| 16.09.1942 | Ocean Honour    |                    | 7147   | 12°48'N 50°50'E |
| 22.09.1942 | Paul Luckenbach |                    | 6579   | 10°3'N 63°42'E  |
| 23.11.1942 | Tilawa          | вантажопасажирське | 10006  | 7°36'N 61°8'E   |
| 03.12.1942 | Belita          | танкер             | 6323   | 11°29'N 55°0'E  |
| 12.07.1943 | Rahmani         | вантажне           | 5463   | 14°52'N 52°6'E  |